# Esperance Village
Esperance Village es una villa de Trinidad y Tobago, que forma parte de la región de Penal-Debe.

## Geografía
La villa abarca parte de la isla Trinidad y limita al norte con Duncan Village y Golconda, al sur con Phillipine, Diamond y Picton, al este con Golconda y Picton y al oeste con Canaan Village-Palmiste y Palmiste.

## Demografía
Datos demográficos de la villa de Esperance Village:
| Gráfica de evolución demográfica de Esperance Village entre 2000 y 2011 |
|                                                                         |